# Jhalawar
Jhalawar là một thành phố và khu đô thị của quận Jhalawar thuộc bang Rajasthan, Ấn Độ.

## Địa lý
Jhalawar có vị trí 24°36′B 76°09′Đ / 24,6°B 76,15°Đ Nó có độ cao trung bình là 312 mét (1023 feet).

## Nhân khẩu
Theo điều tra dân số năm 2001 của Ấn Độ, Jhalawar có dân số 48.049 người. Phái nam chiếm 53% tổng số dân và phái nữ chiếm 47%. Jhalawar có tỷ lệ 71% biết đọc biết viết, cao hơn tỷ lệ trung bình toàn quốc là 59,5%: tỷ lệ cho phái nam là 78%, và tỷ lệ cho phái nữ là 63%. Tại Jhalawar, 15% dân số nhỏ hơn 6 tuổi.